# Гусенична стрічка

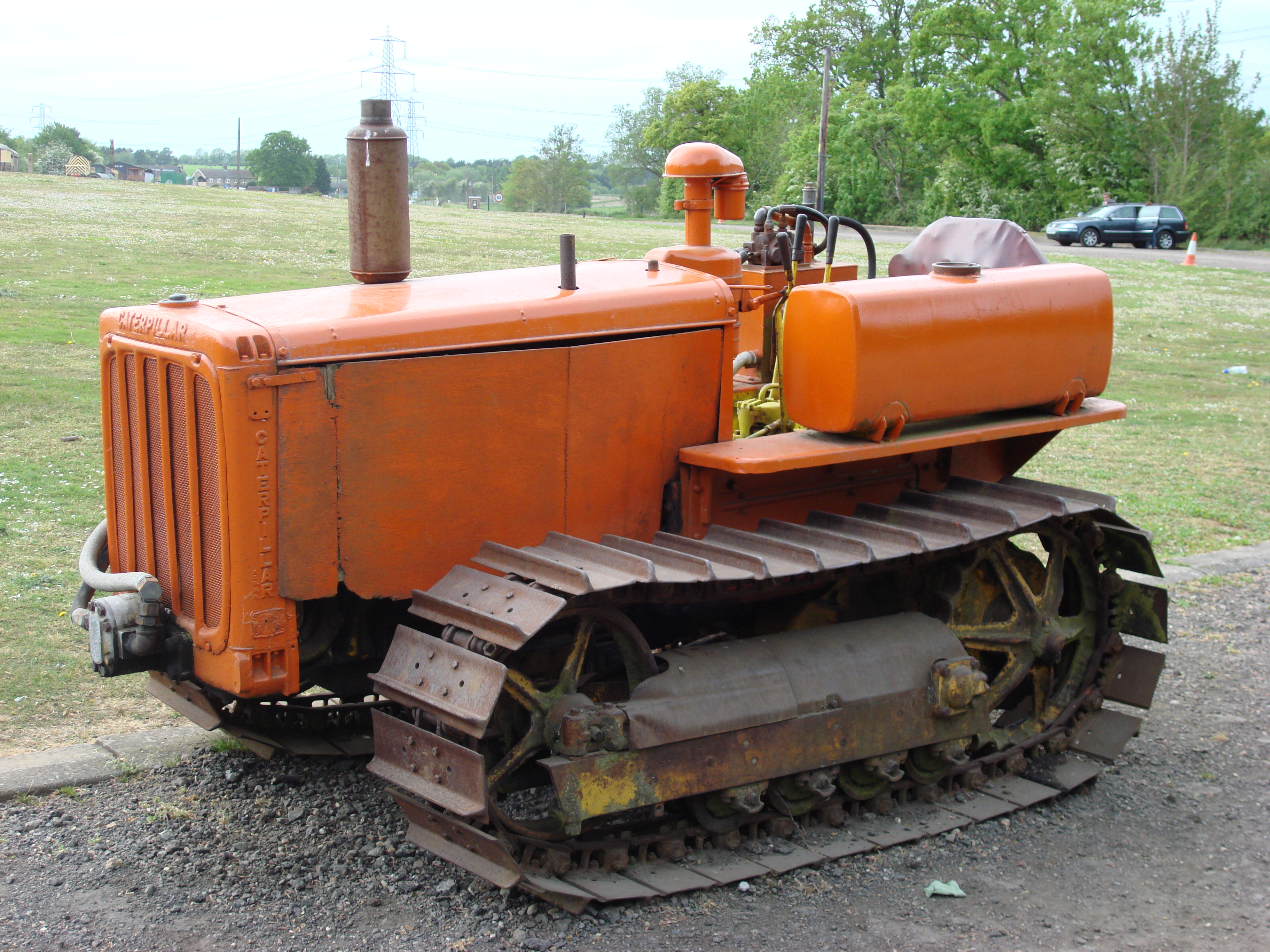
Трактор фірми Caterpillar

Гу́сенична стрічка (плазу́н) — замкнута суцільна стрічка або ланцюг з шарнірно-з'єднаних ланок (траків), застосовується в гусеничному рушієві. На внутрішній поверхні гусениці є западини або виступи, з якими взаємодіють тягові колеса машини. Зовнішня поверхня гусениці забезпечена виступами (ґрунтозачепами), які забезпечують зчеплення з ґрунтом. Для збільшення зчеплення гусениці на ґрунтах з низькою прохідністю використовуються знімні шпори. Гусениці можуть бути металевими, гумово-металевими і гумовими. На важких транспортних засобах найбільшого поширення набули металеві гусениці з розбірними або нерозбірними ланками. Для підвищення зносостійкості і терміну служби гусениці їх ланки, а також з'єднувальні елементи (пальці, втулки) виготовляють зі спеціальної високомарганцевистої сталі і піддають термічній обробці, а також використовують гумово-металеві шарніри, шарніри з голчастим підшипником та ін.
На снігоходах і легких всюдиходах застосовують переважно гумово-металеві або гумові гусениці.

## Історія створення гусениці
Винахідником гусениці в Росії вважається російський селянин Федір Абрамович Блінов. У 1877 році він винаходить вагон на гусеничному ходу. У нижній частині рами кріпилися на ресорах два візки, які могли повертатися в горизонтальній площині разом з осями опорних коліс. Нескінченні рейки вагона становили собою замкнуті залізні стрічки, що складаються з окремих ланок. Вагон мав чотири опорних колеса і чотири тягові зірочки. У 1878 році купець Канунников, розраховуючи на прибутки від впровадження гусеничного ходу, увійшов з клопотанням до Департаменту торгівлі і мануфактур з проханням про видачу Блінову привілею, яка за № 2245 і була отримана рік потому. Вступна частина свідчила: «Привілей, виданий з Департаменту торгівлі і мануфактур в 1879 році селянинові Федору Блінову, на особливого пристрою вагон з нескінченними рейками для перевезення вантажів по шосейних дорогах і путівцях …»
У США винахідниками гусеничного ходу вважаються Бест і Хольт, які створили трактор з навішеним на нього бульдозерним обладнанням — він і став прообразом сучасного бульдозера. Caterpillar — назва компанії, заснованої цими винахідниками, в перекладі означає «гусениця».
У Франції прообраз сучасного гусеничного рушія вперше був створений в 1713 році д'Ерманом; проект, що отримав позитивний відгук французької академії, являв собою візок для важких вантажів, який перекочувався на нескінченних стрічках з дерев'яних котків, кінці яких шарнірно з'єднані планками. Роком створення гусеничного рушія можна вважати 1818-й, коли француз Дюбоше отримав привілей на спосіб влаштування екіпажів з рухливими рейковими шляхами.
Крім гусениці як частини гусеничного рушія для автотранспортної техніки і задовго до винаходу гусеничних амфібій гусениця також застосовувалася як рушій для водного транспорту. Така гусениця являла собою конвеєр з веслами. Вона була винайдена в 1782 році винахідником на ім'я Десбланкс. У США вона була запатентована в 1839 році Вільямом Левенуорфом.

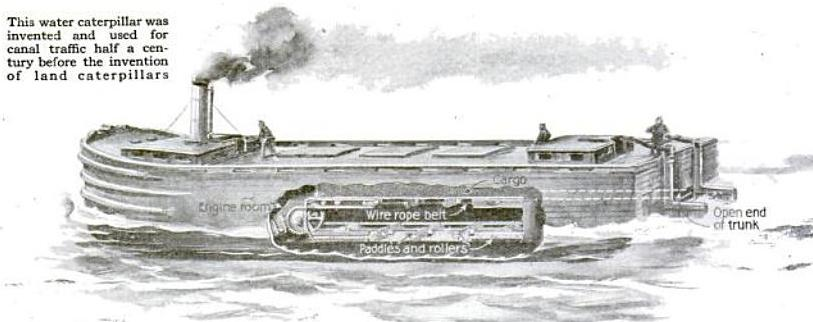
Гусениця застосовувалася як рушій для водного транспорту.

## Деякі типи гусениці
- За матеріалом виготовлення:
  - Металева.
  - Гумово-металева.
  - Гумова.

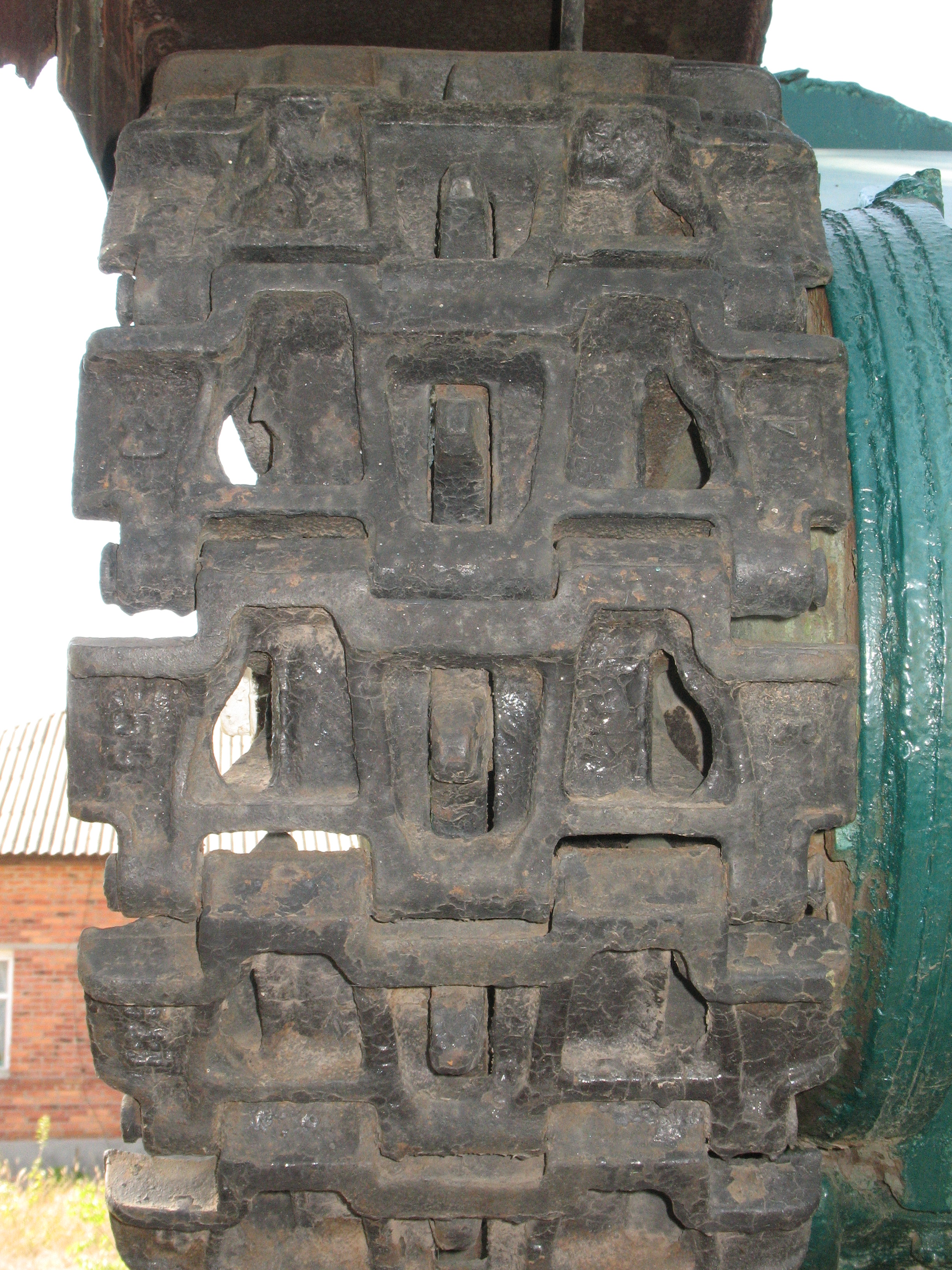
Гусениця танка Т-70

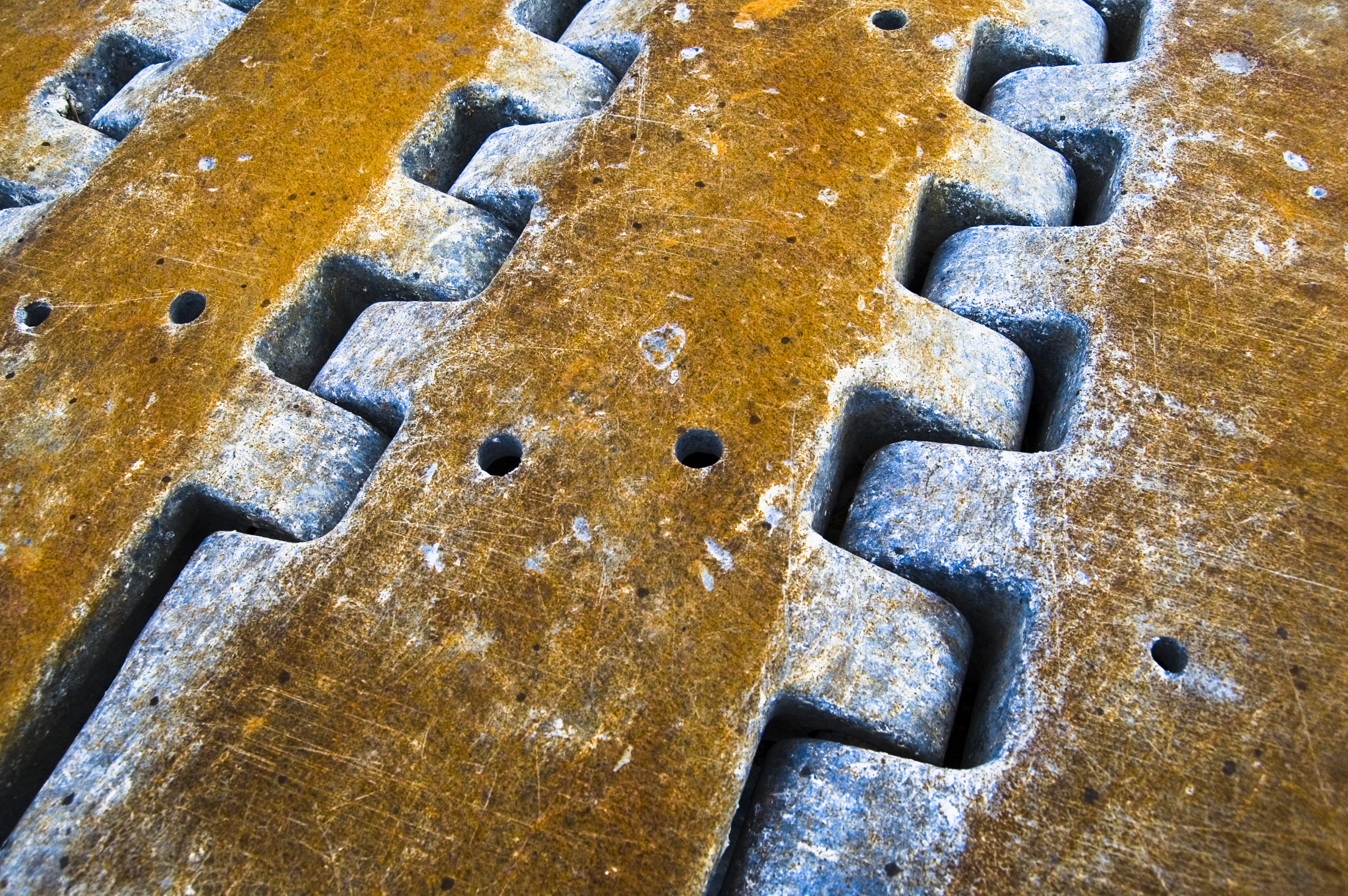
Сегменти гусениці (траки)

- За типом використовуваного шарніра:
  - З паралельним шарніром.
  - З послідовним шарніром.
- За типом мастила шарніра:
  - Суха (або з відкритим металевим шарніром). Перевагами конструкції є простота і надійність в експлуатації. Необхідний ресурс забезпечується високими механічними властивостями деталей шарніра.
  - Закрита. Оригінальне ущільнення в шарнірі «ланка-втулка» забезпечує збереження мастила між поверхнями пальця і втулки, що труться протягом усього терміну служби гусениці.
  - З рідким мастилом. Оригінальне ущільнення з армованого поліуретану та гуми забезпечує повну герметичність шарніра, чим досягається найбільший термін служби гусениці.
  - З гумово-металевим шарніром. Між пальцем шарніра і траком використовується гумова втулка, вигин гусениці в місцях зчленування траків відбувається за рахунок зсуву шарів гуми, завдяки чому виключається тертя сталь по сталі і значно підвищується ресурс пальців і траків гусениці.
  - З голчастим-підшипниковим шарніром. Як втулка використовується голчастий підшипник. Ресурс гусениці зростає, але значно ускладнена її конструкція.
- За типом траків:
  - Литі.
  - Штамповані.
  - Зварні.

1. ↑  Пошук. Російсько-українські словники (укр.). 27 жовтня 2009. Процитовано 11 січня 2023.